# 松江市立川津小学校
松江市立川津小学校（まつえしりつ かわつしょうがっこう）は、島根県松江市西川津町にある市立小学校。

## 沿革
- 1873年（明治6年）：川津小学校を西川津民舎に設置[1]。
- 1932年（昭和7年）：校歌制定。
- 1947年（昭和22年）：学制改革により松江市立川津小学校を設置する。
- 1955年（昭和30年）5月11日：修学旅行中の当校児童・教師・付添保護者らが国鉄宇高航路紫雲丸事故に巻き込まれ遭難。死者28名、行方不明者1名、生存者34名[1][2]。

## 通学区域
- 菅田町（国道431号線より南かつ島根県道21号松江島根線西側を除く）・西川津町（大橋川剣先付近、京橋川及び朝酌川より南の区域を除く）・上東川津町・下東川津町（持田川より東、朝酌川より北の区域は、保護者の希望により持田小学校に通学させることができる）[3]

## 学校周辺
- 島根大学
- 島根大学総合博物館アシカル
- 楽山